# مولا قلي
مولا قلي هي قرية في مقاطعة سميرم، إيران. يقدر عدد سكانها بـ 81 نسمة بحسب إحصاء 2016.